# Fitzmaurice Point
Der Fitzmaurice Point ist eine Landspitze an der Foyn-Küste des Grahamlands im Norden der Antarktischen Halbinsel. Sie liegt am Nordwestufer des Cabinet Inlet zwischen dem Attlee- und dem Bevin-Gletscher.
Luftaufnahmen entstanden bei der US-amerikanischen Ronne Antarctic Research Expedition (1947–1948). Der Falkland Islands Dependencies Survey nahm im Dezember 1947 Vermessungen vor. Das UK Antarctic Place-Names Committee  benannte sie 1985 nach dem britischen Juristen Gerald Fitzmaurice (1901–1982), der von 1929 bis 1960 als Rechtsberater im britischen Außenministerium tätig war.